# Agence pénitentiaire du Bénin
L'Agence Pénitentiaire du Bénin (APB), établie en vertu du décret N°2017-572 en date du 13 décembre 2017 qui définit sa création, son organisation et son fonctionnement, est une structure qui relève de la tutelle du ministère de la justice.

## Histoire
L'Agence Pénitentiaire du Bénin, instaurée en décembre 2017 par le gouvernement, représente une avancée significative dans la gestion carcérale du pays. Cette initiative vise à établir une gestion déconcentrée, ciblée sur l'efficacité, du patrimoine et des ressources du secteur pénitentiaire,,.

### Objectifs
- Engagement de l'Agence Pénitentiaire du Bénin (APB) en faveur de la transition de la vie carcérale à la vie sociale ;
- Les programmes de formation professionnelle ;
- La collaboration avec des partenaires externes, tels que des organisations non gouvernementales, des entreprises locales et des institutions éducatives dans la mise en œuvre des programmes de réinsertion ;
- La sensibilisation de la société à l'importance de la réinsertion sociale ;
- Créer un pont solide entre la vie carcérale et la vie sociale[5],[6].

## Siège
L'Agence Pénitentiaire du Bénin est localisée à l'immeuble Loko, Avenue Patte d'Oie à Cotonou.